# 郑义斋
郑义斋（1901年—1937年3月14日），原名邓少文，河南许昌人。中国工农红军将领。

## 生平
1927年加入中国共产党。1930年在上海以“义斋钱庄”经理身份从事中共秘密活动，从此改名郑义斋。
1932年春赴鄂豫皖苏区，任鄂豫皖省工农民主政府财政委员会主席兼工农银行行长，红四方面军经理处处长。1932年10月随红四方面军主力转移入川。1933年2月起，任中共川陕省委委员，川陕省工农民主政府财政委员会主席，省工农银行行长，红四方面军总经理部部长兼兵工厂、造币厂厂长。
1936年6月任红四方面军总供给部部长，参与长征。1936年11月参加西路军，任西路军军政委员会委员。1937年3月14日，在临泽战死。